# 三叉港
三叉港，是新北市雙溪區的一個地名，位於該區東北部，範圍大致包括三港里不含西北部、新基里東北角。

## 歷史
台灣清治末期，三叉港地區為一街庄，稱為「三叉港庄」，隸屬於三貂堡。該庄東北與雞母嶺庄為鄰，東南與丹裡庄為鄰，南邊為頂雙溪庄，西南邊一小段與武丹坑庄為界，西邊及西北邊為石笋庄。
1901年（日治明治三十四年）11月，該庄隸屬於基隆廳，編入第八區。1905年（明治三十八年）7月，第八區、第九區合併為「頂雙溪區」。1920年（大正九年），該庄改制為「三叉港」大字，隸屬於臺北州基隆郡雙溪庄，大字下有「三叉港」、「土地公嶺」小字名。
戰後雙溪庄改制為雙溪鄉，隸屬於臺北縣，大字亦改制為村。2010年（民國99年）12月，臺北縣升格為新北市，雙溪鄉改制為雙溪區，村改制為里。

## 交通
台鐵宜蘭線經過三叉港地區西南部境外不遠處，最近的車站為雙溪車站，由此往東南可前往貢寮、宜蘭、羅東、花蓮、台東等地，往北轉西可在八堵車站連接縱貫線以前往基隆、台北、桃園、新竹及中南部各地。
市道102甲線是雙溪通往澳底的道路，經過本地區中南部。